# Оливник палаванський
Оли́вник палаванський (Iole palawanensis) — вид горобцеподібних птахів родини бюльбюлевих (Pycnonotidae). Ендемік Філіппін.

## Поширення і екологія
Палаванські оливники є ендеміками острова Палаван. Вони живуть у вологих рівнинних тропічних лісах. Живляться плодами і комахами.